# مايكل نيكفيست
مايكل نيكفيست (بالسويدية: Michael Nyqvist) ممثل سويدي درس التمثيل في مالمو ثم بدأ مسيرته الفنية بالتمثيل سنة 1987م. ، ليشتهر في سنة 1997م بدور الشرطي بسلسة أفلام بيك.
(مواليد 8 نوفمبر 1960م في ستوكهولم - الوفاة 27 يونيو 2017م).

## أعماله
- أفضل الأمهات (2005م)
- آرن- فارس المعبد (2007م)
- مهمة مستحيلة: بروتوكول الشبح (2011م)
- غير متصل (2012م)
- تقرير أوروبا (2013م)
- جون ويك (2014م)
- كولونيا (2015م)
- كورسك (2018)
- الصياد القاتل (2018م)
- حياة خفية (2019)

## وصلات خارجية
- مايكل نيكفيست على موقع IMDb (الإنجليزية)
- مايكل نيكفيست على موقع قاعدة بيانات الأفلام العربية
- مايكل نيكفيست على موقع ألو سيني (الفرنسية)
- مايكل نيكفيست على موقع تيرنر كلاسيك موفيز (الإنجليزية)
- مايكل نيكفيست على موقع أول موفي (الإنجليزية)
- مايكل نيكفيست على موقع بوكس أوفيس موجو (الإنجليزية)
- مايكل نيكفيست على موقع قاعدة بيانات الأفلام السويدية (السويدية)
- مايكل نيكفيست على موقع قاعدة بيانات الفيلم (الإنجليزية)
- مايكل نيكفيست على موقع كينوبويسك (الروسية)